# Rémi Fraisse
Rémi Fraisse (Toulouse, Francia, 31 de agosto de 1993 - Lisle-sur-Tarn, Francia, 26 de octubre de 2014) fue un joven titulado, implicado en la protección del medio ambiente, muerto a los 21 años tras la explosión de una granada aturdidora arrojada por la policía francesa la noche del 25 al 26 de octubre de 2014 en los terrenos de las obras de la presa de Sivens.
En el momento del fatal desenlace, Rémi Fraisse poseía un Grado en Gestión y Protección de la Naturaleza, era voluntario en el sector de la botánica en varias asociaciones de protección del medio ambiente y encadenaba diversos trabajos temporales.
Otra de sus aficiones principales era la música: Rémi tocaba la guitarra y el didgeridoo y le gustaban el reggae y el blues.

## Resistencia contra la presa de Sivens
- Archivo:Image Retenue Sivens 1.jpg

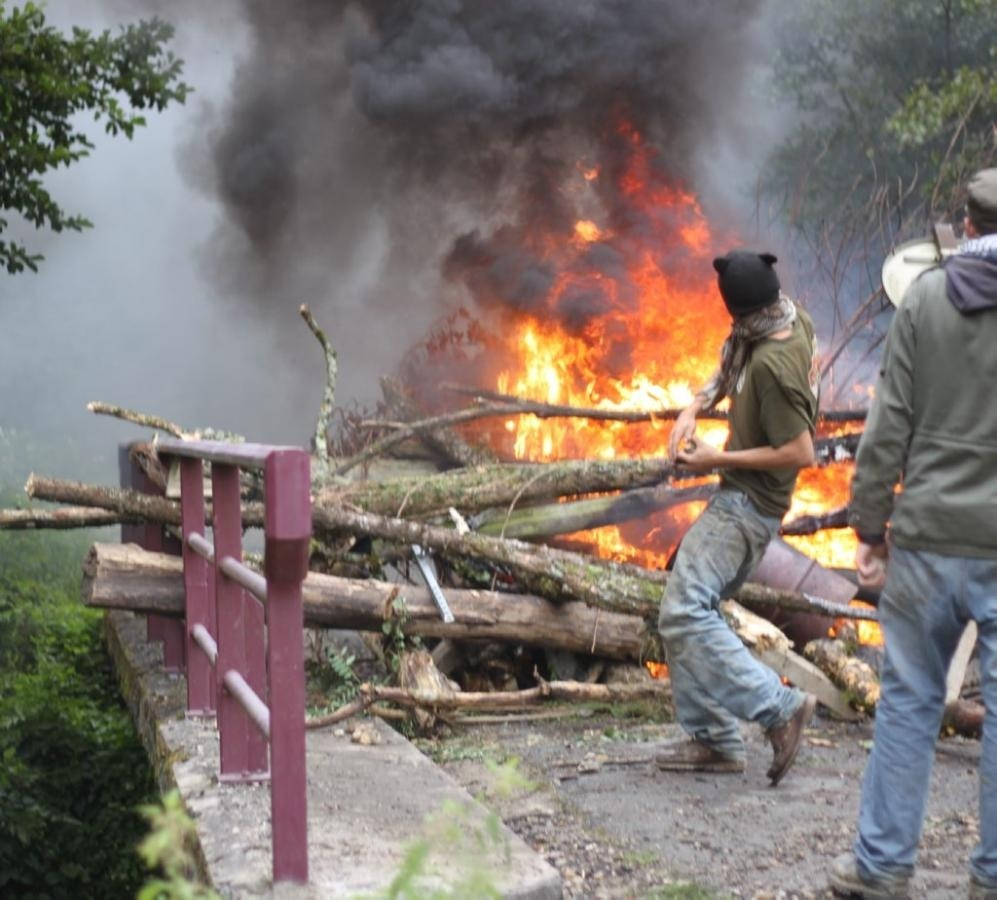
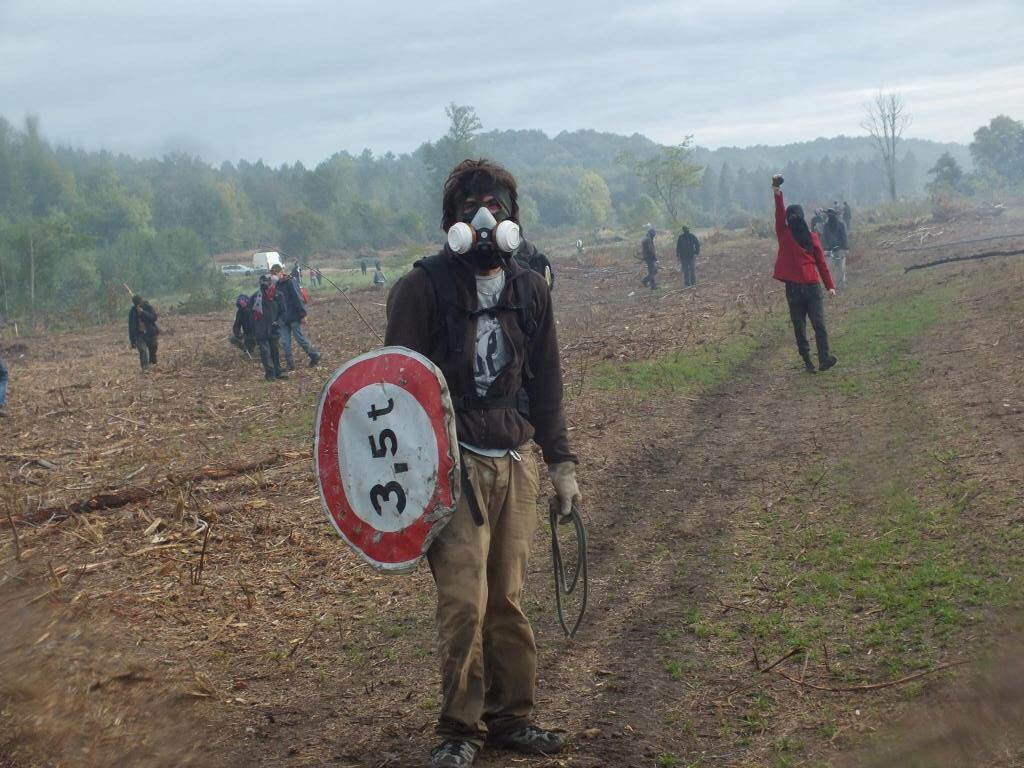
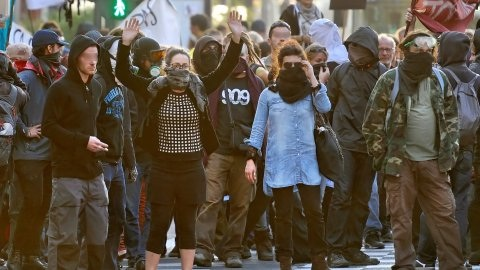
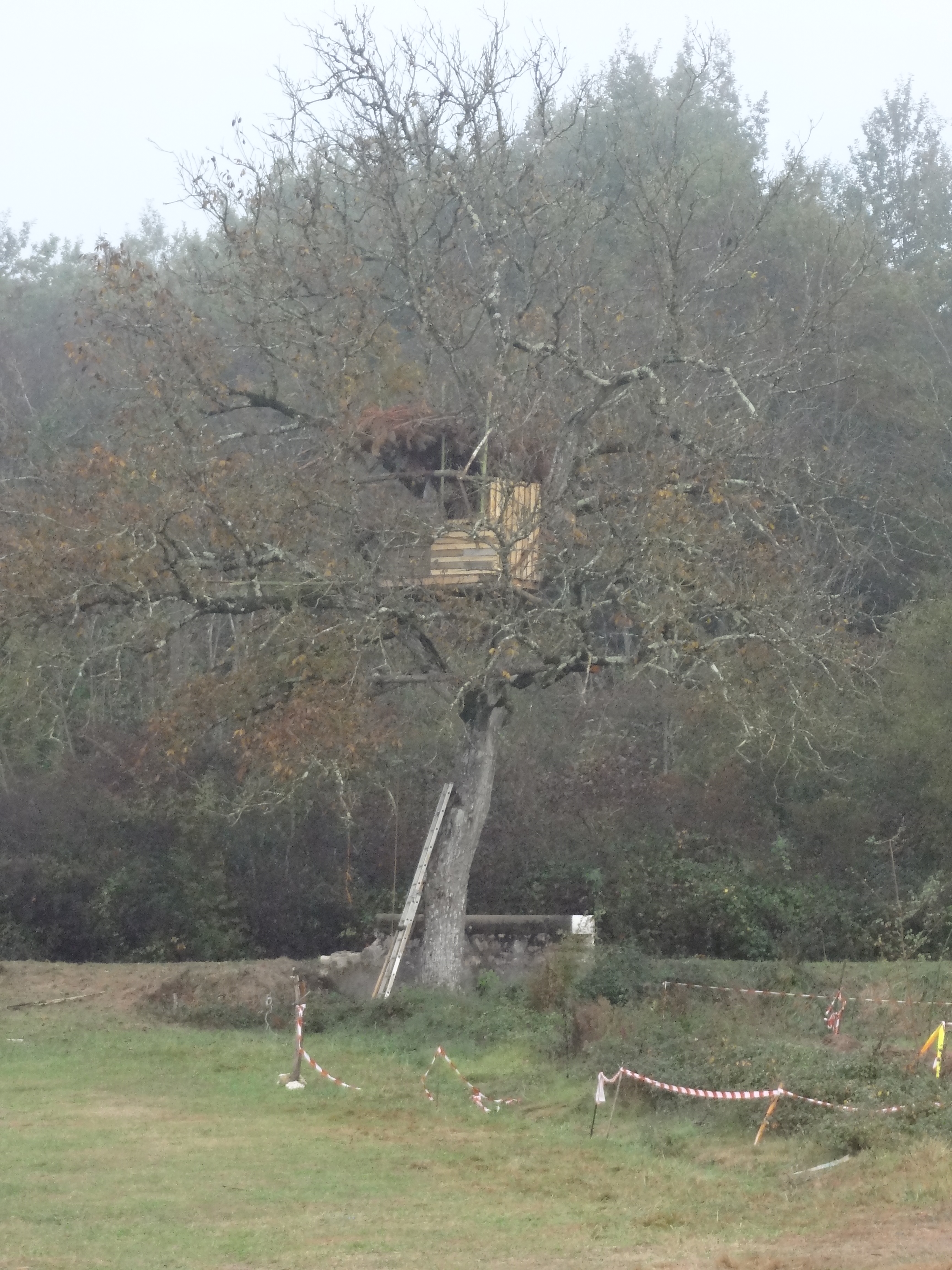
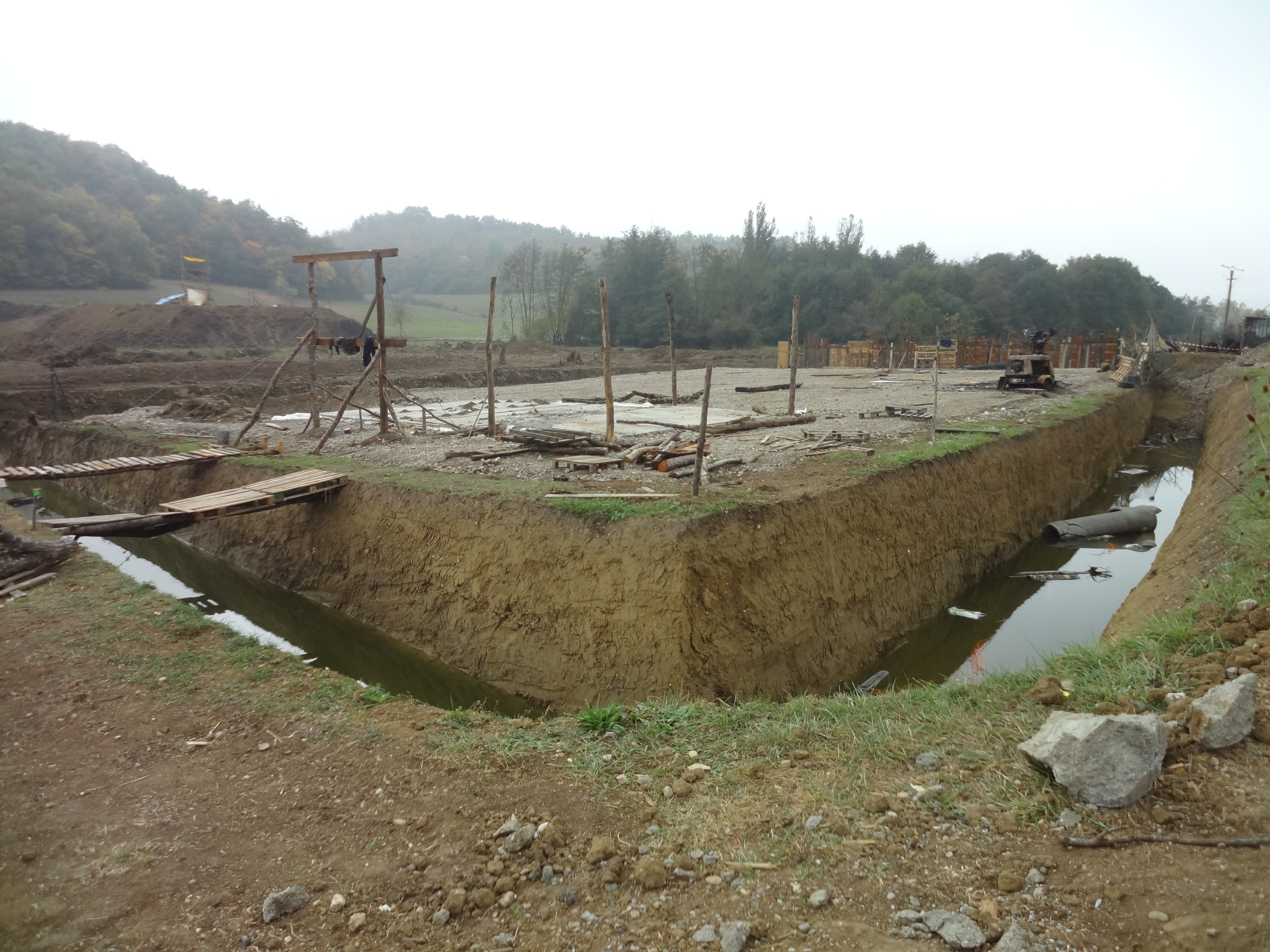

La presa de Sivens es ampliamente contestada por grupos ecologistas y antidesarrollistas.
Antes del verano y también en septiembre y en octubre de 2014, la resistencia al proyecto se expresa en manifestaciones en las que hasta 56 agentes, entre policías y gendarmes, resultan heridos. La zona de la construcción de la presa se ha denominado la Zona a defender (ZAD) de Testet. Una ZAD consiste en la ocupación de terrenos naturales o urbanos, en este caso forestales, para defender su conservación a través de la acción directa.
El 25 de octubre de 2014, una de esas manifestaciones acaba en enfrentamientos. Según la Gendarmería, entre «100 y 150 anarquistas encapuchados y vestidos de negro lanzan artefactos incendiarios» y ofrecen resistencia mientras que, por su parte, cerca de 2000 personas se manifiestan pacíficamente.

### La noche del enfrentamiento fatal
Según los familiares presentes en el lugar de los hechos, poco antes de las dos de la madrugada del 26 de octubre de 2014, el joven Rémi Fraisse y unos amigos deciden acercarse a una escaramuza entre manifestantes y fuerzas del orden, si bien como simples observadores. Una vez allí, indignado por la violencia policial ejercida sobre los manifestantes, reacciona de forma espontánea y corre hacia el foco del tumulto, donde le pierden de vista.
La noche del 26 de octubre de 2014, el cuerpo de Rémi Fraisse es encontrado sin vida por los gendarmes, a las 2:00 en el lugar de los disturbios.

## Crisis política y social en Francia
Enseguida aparece la tesis de una explosión como origen de la muerte, lo que suscita gran polémica a nivel estatal.
El mismo domingo 26 de octubre de 2014, se produce la primera muestra de solidaridad por la muerte de Rémi Fraisse en la localidad de Gaillac, con una concentración en la plaza de la Liberación y algunos destrozos y quema de mobiliario urbano en dirección a la comisaría de la localidad.

### Primera semana
El lunes 27 de octubre de 2014, la población rinde homenaje a Rémi Fraisse por toda Francia; las concentraciones se extienden a una veintena de ciudades, con fuertes disturbios en Albi, debido a su cercanía al proyecto de la presa, así como en Nantes, donde existe también un conflicto contra la construcción de un aeropuerto internacional. Rennes, en menor medida, también es escenario de barricadas y contenedores quemados.
El martes 28 de octubre de 2014, los resultados de los análisis vuelven a alimentar la tesis del lanzamiento de una granada aturdidora por parte de la Gendarmería francesa como causa de la muerte. El Ministro del Interior anuncia de forma oficial la interrupción del uso de este tipo de armas. El abogado de la familia desmiente que Rémi haya podido sufrir el impacto de un cóctel Molotov lanzado por los manifestantes contra las fuerzas del orden, ya que sobre el cuerpo no se habían registrado quemaduras de ningún tipo. El Ministro del Interior acusa a los ecologistas de instrumentalizar la muerte del militante. François Hollande llama a la calma y la compasión.
El miércoles 29 de octubre de 2014, se producen enfrentamientos en París, con más de 200 detenidos, y se repiten las muestras de solidaridad desde otras ciudades.
El sábado 1 de noviembre de 2014, los disturbios se repiten en Nantes, con extrema violencia, y se extienden a Toulouse y, en menor medida, a Dijon.
El domingo 2 de noviembre de 2014, el centro de la tensión se desplaza de nuevo hacia París, donde se producen numerosas detenciones y se lanzan gases lacrimógenos en la plaza de Stalingrado.

### Segunda semana
El lunes 3 de noviembre de 2014, el hermano de Wissam El Yamni, asesinado por la policía francesa en Clermont-Ferrand en 2012, publica una carta dirigida a la madre de Rémi Fraisse en la que cuestiona sus llamamientos a la calma y su confianza en la justicia.
El jueves 6 de noviembre de 2014, convocados por el Mouvement Inter Luttes Indépendent y sin el apoyo de los sindicatos estudiantiles oficiales, una treintena de institutos son ocupados en París, de los cuales 15 mantienen un bloqueo total, y se suceden manifestaciones espontáneas que no son reprimidas. Por otra parte, las escenas de disturbios reaparecen en Lyon, con 18 detenidos. Además, el alcalde de Carhaix-Plouguer muestra su intención de homenajear a Rémi Fraisse con una calle en su nombre en esta localidad.
El viernes 7 de noviembre de 2014, una acampada en honor a Rémi es desmantelada de madrugada en Rouen y continúan las ocupaciones de institutos en París; según fuentes policiales, en esta jornada son 20 los institutos tomados por los estudiantes.
El sábado 8 de noviembre de 2014, fuertes disturbios estallan en Toulouse, con 21 detenidos y un coche en llamas. De igual forma, en Rennes la jornada resulta bastante violenta. En París hay algún enfrentamiento y se vuelven a lanzar gases lacrimógenos. Otras manifestaciones, tanto prohibidas como autorizadas, transcurren sin altercados en varias ciudades de Francia.

### Tercera semana
El lunes 10 de noviembre de 2014 por la mañana, se producen enfrentamientos y numerosos destrozos en una protesta de estudiantes de secundaria en Saint-Denis, en los suburbios de París. En esta comuna francesa hay 6 institutos con bloqueos, si bien solo 2 de la capital mantienen las ocupaciones, con un bloqueo total y otro parcial.
El miércoles 12 de noviembre de 2014, hay altercados entre estudiantes y policía en Saint-Denis, Stains y Saint-Ouen, situados en la periferia norte de París, mientras que la Universidad de Rennes 2 permanece cerrada toda la jornada como respuesta institucional a la convocatoria de una asamblea general por la muerte de Rémi Fraisse. Además, el diario Le Monde publica la transcripción de las conversaciones que mantuvieron los gendarmes en el momento de abatir al joven botanista, hecho del que informa la mayoría de medios nacionales debido a su gran trascendencia; éstas demostrarían que los gendarmes vieron en tiempo real cómo el cuerpo del joven quedaba tendido en el suelo a través de dispositivos de visión nocturna, ante lo cual cesaron de inmediato el lanzamiento de granadas aturdidoras; en cambio, el comunicado oficial daba a entender que el cuerpo fue descubierto por azar durante una patrulla, y sembraba dudas acerca del vínculo entre la muerte del joven y los enfrentamientos. La atención mediática recae por tanto sobre el Ministro del Interior, responsable del comunicado y acusado de mentir.

### Cuarta semana
El lunes 17 de noviembre de 2014, el pleno municipal de Carhaix-Plouguer aprueba otorgar el nombre de Rémi Fraisse a una calle, siempre que sus padres estén de acuerdo. Por otra parte, en la capital francesa, los concejales dedican un minuto de silencio al joven en ausencia de los representantes de la derecha.
El martes 18 de noviembre de 2014, la sede del Partido Socialista en Nantes amanece rociada de pintura roja; en esta y otras ciudades se auguran disturbios para el sábado 22 de noviembre, con motivo del día internacional contra la violencia policial.
El miércoles 19 de noviembre de 2014, la Comisión Europea abre una investigación sobre el proyecto de la presa de Sivens por una posible vulneración de la normativa europea en materia de financiación y protección de bosques y humedales.
El viernes 21 de noviembre de 2014, tienen lugar varias acciones con gran carga simbólica. Por una parte, la fachada del consulado francés en Ginebra es cubierta de sangre falsa y en ella aparece la inscripción por Rémi. Además, la comisaría de Sautron, a las afueras de Nantes, es rociada de pintura y temporalmente asediada por unos cuarenta activistas, acción que acarrea cinco detenciones y la condena explícita del Ministro del Interior.
El sábado 22 de noviembre de 2014, varias ciudades francesas acogen manifestaciones no autorizadas contra la violencia policial y en homenaje a Rémi Fraisse. De nuevo, en Toulouse y en Nantes estallan enfrentamientos callejeros que se saldan con 12 y 14 detenciones respectivamente. Por otra parte, Anonymous filtra la escala de salarios, los horarios, los relevos y el reglamento interno del cuerpo antidisturbios francés, así como un manual que detalla el equipamiento de las lecheras. Anonymous interviene también hasta 20 páginas web y diversos perfiles en redes sociales, además de sacar a la luz una lista de correos, nombres, cargos y contraseñas de los miembros de un foro de la Gendarmería.

### Quinta semana
El miércoles 26 de noviembre, la Comisión Europea acentúa la presión contra el estado francés al abrir diligencias contra éste por incumplimiento de la legislación europea.

### Sexta semana
El martes 2 de diciembre de 2014, se publican los resultados de la investigación interna realizada por la Inspección General de la Gendarmería Nacional (IGGN), según los cuales no hubo vulneración de los protocolos de actuación por parte de las fuerzas del orden en el caso de Rémi Fraisse. En cambio, sí que se aprecia conducta irregular y se procede a sancionar al gendarme que lesionó a una joven de Gaillac tras lanzar una granada al interior de su caravana el 7 de octubre.
El viernes 5 de diciembre de 2014, el colectivo Stop le contrôle au faciès (STOP Redadas Raciales) intensifica los homenajes a Rémi Fraisse con un velatorio y otros actos contra la violencia policial programados en París para el fin de semana.

### Movimiento zadista
El lunes 8 de diciembre de 2014, la comisaría de Aubusson amanece candada y graffiteada; la prensa recoge ataques similares a comisarías del departamento de Creuse y alrededores durante el último mes, en concreto en Royère-de-Vassivière, Gentioux-Pigerolles, Eymoutiers, Bugeat y Sornac.
La crisis política y social generada tras la muerte de Rémi Fraisse se ha diluido para potenciar las bases y afianzar la identidad de un movimiento social más amplio al que pertenece el conflicto de Sivens: el movimiento zadista. A finales de 2014, la afluencia a las 14 zonas de conflicto repartidas por Francia va en aumento.

## Solidaridad desde España
Se realizan varias muestras de solidaridad con Rémi Fraisse en el norte de España a principios de noviembre.
El lunes 3 de noviembre de 2014 tiene lugar una concentración frente al consulado francés en Barcelona, convocada por Acció Llibertària de Sants.
El martes 4 de noviembre de 2014 se realiza otra concentración frente a un consulado francés, en este caso en Gerona.
El viernes 7 de noviembre de 2014 tienen lugar dos protestas, una frente a la Delegación del Gobierno en Logroño, convocada por las Juventudes Libertarias de La Rioja, y otra en Pamplona, convocada por Subeltz.